# Teemu Mäntysaari

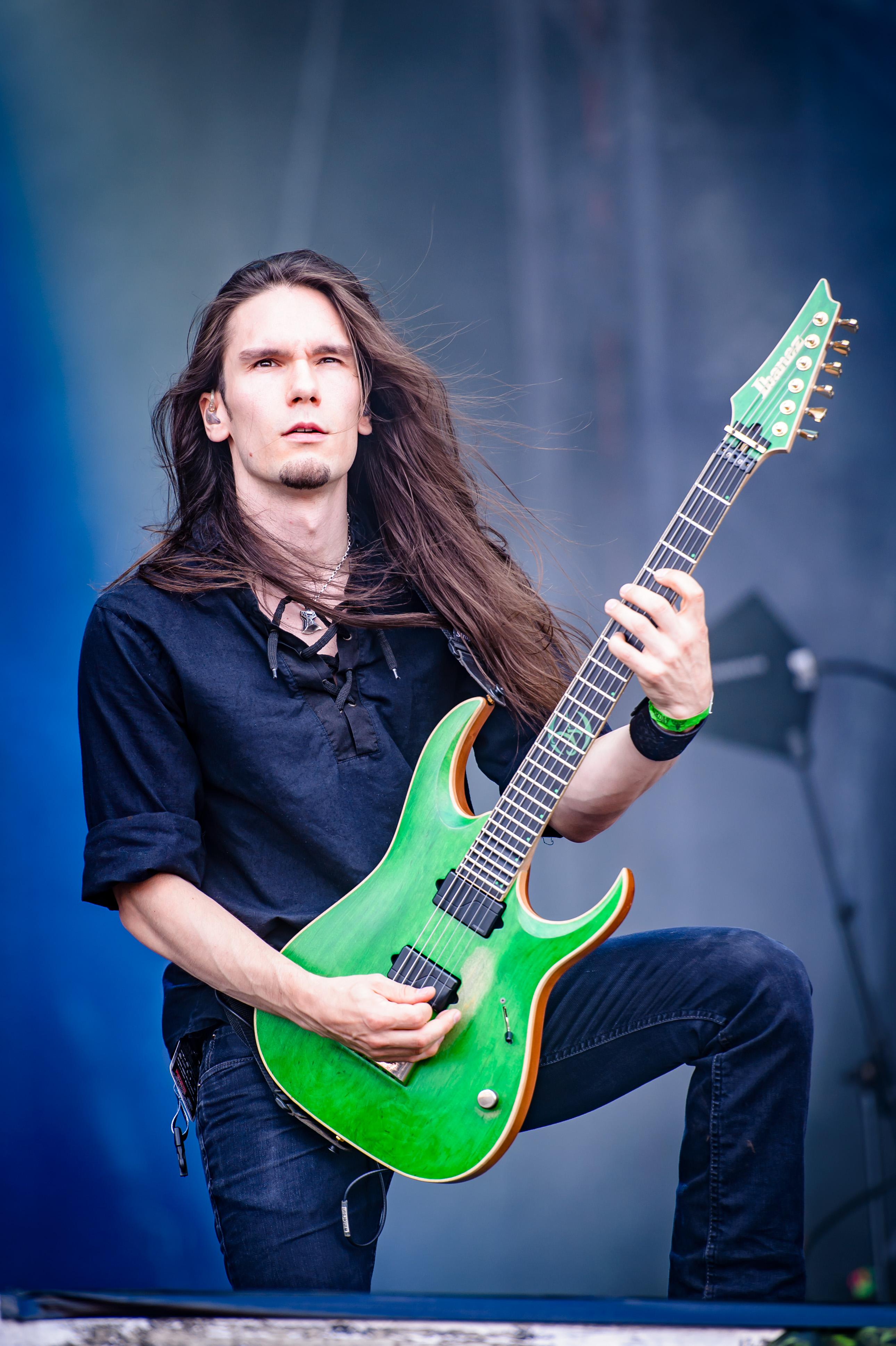
Teemu Mäntysaari beim Wacken Open Air 2018

Teemu Mäntysaari (finnische Aussprache: [teːmu mæntysaːri]; geboren am 7. Januar 1987) ist ein finnischer Gitarrist. Er ist vor allem als Musiker der Symphonic-Death-Metal-Band Wintersun bekannt, ist jedoch inzwischen Leadgitarrist auch bei Megadeth. Zudem spielte er bei Imperanon, Induction und Smackbound.

## Werdegang
2004 schloss sich Mäntysaari der Melodic-Death-Metal-Band Wintersun an und tourte seitdem mit ihnen. Er spielte auch für Imperanon bis zu deren Auflösung 2007. Mit Imperanon hat er viele unveröffentlichte Songs geschrieben.
Seit 2015 spielt er auch bei Smackbound.
Am 5. September 2023 sprang Mäntysaari als Leadgitarrist auf Megadeths Nordamerika-Tournee ein, da Stammgitarrist Kiko Loureiro sich um geheime Familienangelegenheiten kümmerte. Mäntysaari wurde auf Loureiros Empfehlung benannt.
Am 21. November 2023 veröffentlichte Megadeth-Bandleader Dave Mustaine eine offizielle Erklärung, in der er ankündigte, dass die Band „mit Teemu Mäntysaari als Gitarristen von Megadeth weitermachen“ werde, während Loureiro eine unbefristete Pause einlegte. Diese wurde endgültig, als Loureiro später im selben Monat seinen Ausstieg aus Megadeth bekannt gab.
Mäntysaari hat einen Cameo-Auftritt im Film Heavysaurus – Ein rockiges Steinzeit-Abenteuer (2015).

## Diskografie
| Band                          | Veröffentlichung | Titel                      | Label                                   |
| ----------------------------- | ---------------- | -------------------------- | --------------------------------------- |
| Imperanon                     | 2006             | Demo 2006                  |                                         |
| Wintersun                     | 2012             | Time I                     | Nuclear Blast                           |
| Induction                     | 2016             | The Outwitted Consecration | Independent                             |
| Wintersun                     | 2017             | The Forest Seasons         | Nuclear Blast                           |
| Wintersun                     | 2017             | Time I 1.5 (Remastered)    | Nuclear Blast                           |
| Wintersun                     | 2017             | Wintersun 2.0 (Remastered) | Nuclear Blast                           |
| Wintersun                     | 2017             | Tuska 2013 Live            | Nuclear Blast                           |
| Wintersun                     | 2024             | Time II                    | Nuclear Blast                           |
| Kevin Sherwood (ksherwoodops) | 2019             | A Light from the Shore     | Independent – Call of Duty: Black Ops 4 |